# Centro spaziale di Scanzano
Il Centro spaziale di Scanzano è un teleporto gestito da Telespazio, fondato nel 1989 nei pressi del lago artificiale di Scanzano, in Sicilia, in agro di Piana degli Albanesi (PA).
La scelta del sito è stata fatta per minimizzare le interferenze elettromagnetiche da altre fonti e per permettere di avere un ampio orizzonte, per poter controllare orbite geostazionarie con elevazioni superiori a 6°.
Disposto su di una superficie di 65 000 metri quadri, è dotato di 28 antenne operative, di piccolo, medio e grande diametro e due sale di controllo, in cui operano 20 specialisti. Tra i servizi forniti ci sono: servizi di telecomunicazioni, servizi di navigazione satellitare (EGNOS-NLES), infomobilità, e hosting di gateway per Ka-Sat.
Telespazio gestisce collegamenti satellitari nel settore delle telecomunicazioni, nel campo della navigazione satellitare e del telerilevamento, inoltre trovandosi al centro del Mediterraneo, gestisce servizi di comunicazioni dall’Africa all’Estremo Oriente. 
Dal 2019 il centro ospita una delle gateway della costellazione satellitare OneWeb, con 14 antenne dedicate ai servizi di telecomunicazione.

## Geografia
Il Centro Spaziale di Scanzano è situato nei pressi dell’omonimo lago artificiale, a circa 47 chilometri da Palermo.
L'orizzonte circolare del centro garantisce un’ampia visibilità dell’arco di orbite sia geostazionarie che più basse. La posizione del sito assicura un’eccellente protezione naturale dalle interferenze elettromagnetiche.